# 한국축산물처리협회
한국축산물처리협회는 축산물작업장의 시설 및 도축방법 등의 개선을 통하여 국민보건 향상과 축산업 발전에 기여 목적으로 1992년 7월 10일 설립된 대한민국 농림축산식품부, 식품의약품안전처 소관의 사단법인이다. 한국의 포유류 도축장과 관련하여 유일한 협회이며, 전국의 73개(2018년 기준) 포유류(소, 돼지) 도축장이 모두 유료 회원으로 100% 가입되어 있다. 사무실은 경기도 성남시 분당구 구미동에 있으며, 각 도별로 지부를 두고 활동하고 있다.

## 주요 사업
한국축산물처리협회에서의 주요사업은
1. 축산물 작업장(도축장)의 시설개선에 관한 사항
2. 축산물 위생처리(도축)의 기술향상 및 지도, 교육, 점검에 관한 사항
3. 업계의 질서유지에 관한 사항
4. 주무관청 또는 유관기관의 협조 및 위임에 관한 사항
5. 업계의 권익증진을 위한 건의 또는 답신에 관한 사항
6. 관련법규 및 제도의 연구와 관련자료 수집, 간행에 관한 사항
7. 수출입축산물 알선에 관한 사항
8. 축산물 유통 증진 사업
9. 회원자질향상을 위한 기술교육
10. 회원업체의 발전을 위한 홍보업무 및 출판간행 등이며,

2018년부로 농림축산식품부로부터 HACCP 교육훈련기관 지정(제2018-1호, 도축장 안전관리인증기준(HACCP) 교육훈련기관 지정 및 세부실시기준 제3조에 의거),
식품의약품안전처로부터 축산물위생교육기관(제2018-1호, 축산물 위생관리법 제30조제8항, 같은 법 시행령 제18조의2제1항 같은 법 시행규칙 제47조제1항에 따라)으로 지정받아 축산업 및 도축산업의 정부 교육을 담당하고 있음
또한, 정부에서 지정 및 관리하는(농림축산검역본부 동물보호과) 동물복지도축장 사업의 1차 서류 심사기관으로 지정되어 있음